# Liste der Sozialminister von Schleswig-Holstein
Dieser Artikel enthält eine Liste der Sozialminister von Schleswig-Holstein.

## Sozialminister Schleswig-Holstein (seit 1946)
| Name                                                                             | Amtsantritt                                      | Kabinett                           | Partei                      |
| Minister für Volkswohlfahrt                                                      | Minister für Volkswohlfahrt                      | Minister für Volkswohlfahrt        | Minister für Volkswohlfahrt |
| -------------------------------------------------------------------------------- | ------------------------------------------------ | ---------------------------------- | --------------------------- |
| Kurt Pohle                                                                       | 11. April 1946                                   | Steltzer I                         | SPD                         |
| Franz Ryba                                                                       | 2. Dezember 1946                                 | Steltzer II                        | CDU                         |
| Paul Pagel                                                                       | 28. März 1947                                    | Steltzer II                        | CDU                         |
| Minister für Wohlfahrt und Arbeit                                                |                                                  |                                    |                             |
| Kurt Pohle                                                                       | 28. April 1947                                   | Lüdemann                           | SPD                         |
| Minister für Wohlfahrt und Gesundheitswesen                                      |                                                  |                                    |                             |
| Kurt Pohle                                                                       | 6. August 1948                                   | Lüdemann                           | SPD                         |
| Minister für Soziales                                                            |                                                  |                                    |                             |
| Walter Damm                                                                      | 29. August 1949                                  | Diekmann                           | SPD                         |
| Minister für Soziales, Arbeit und Flüchtlingsfragen                              |                                                  |                                    |                             |
| Hans-Adolf Asbach                                                                | 5. September 1950                                | Bartram                            | GB/BHE                      |
| Minister für Arbeit, Soziales und Vertriebene                                    |                                                  |                                    |                             |
| Hermann Andersen (kommissarisch)                                                 | 25. Juni 1951                                    | Lübke I                            | FDP                         |
| Hans-Adolf Asbach                                                                | 27. Juli 1951 11. Oktober 1954                   | Lübke II von Hassel I              | GB/BHE                      |
| Lena Ohnesorge                                                                   | 21. Oktober 1957 27. Oktober 1958 7. Januar 1963 | von Hassel I von Hassel II Lemke I | CDU                         |
| Otto Eisenmann                                                                   | 3. Mai 1967                                      | Lemke II                           | FDP                         |
| Hans-Hellmuth Qualen (kommissarisch)                                             | 16. November 1969                                | Lemke II                           | FDP                         |
| Minister für Soziales                                                            |                                                  |                                    |                             |
| Karl Eduard Claussen                                                             | 24. Mai 1971 26. Mai 1975                        | Stoltenberg I Stoltenberg II       | CDU                         |
| Walter Braun                                                                     | 29. Mai 1979 4. Oktober 1982                     | Stoltenberg III Barschel I         | CDU                         |
| Ursula von Brockdorff                                                            | 13. April 1983 2. Oktober 1987                   | Barschel II Schwarz                | CDU                         |
| Minister für Soziales, Gesundheit und Energie                                    |                                                  |                                    |                             |
| Günther Jansen                                                                   | 31. Mai 1988                                     | Engholm I                          | SPD                         |
| Minister für Arbeit, Soziales, Jugend, Gesundheit und Energie                    |                                                  |                                    |                             |
| Günther Jansen                                                                   | 5. Mai 1992                                      | Engholm II                         | SPD                         |
| Claus Möller                                                                     | 24. März 1993                                    | Engholm II                         | SPD                         |
| Minister für Arbeit und Soziales, Jugend und Gesundheit                          |                                                  |                                    |                             |
| Heide Moser                                                                      | 19. Mai 1993                                     | Simonis I                          | SPD                         |
| Minister für Arbeit und Soziales und Gesundheit                                  |                                                  |                                    |                             |
| Heide Moser                                                                      | 22. Mai 1996                                     | Simonis II                         | SPD                         |
| Minister für Arbeit, Gesundheit und Soziales                                     |                                                  |                                    |                             |
| Heide Moser                                                                      | 28. März 2000                                    | Simonis III                        | SPD                         |
| Minister für Soziales, Gesundheit und Verbraucherschutz                          |                                                  |                                    |                             |
| Heide Moser                                                                      | 1. März 2003                                     | Simonis III                        | SPD                         |
| Gitta Trauernicht                                                                | 26. Mai 2004                                     | Simonis III                        | SPD                         |
| Minister für Soziales, Gesundheit, Familie, Jugend und Senioren                  |                                                  |                                    |                             |
| Gitta Trauernicht                                                                | 27. April 2005                                   | Carstensen I                       | SPD                         |
| Christian von Boetticher                                                         | 21. Juli 2009                                    | Carstensen I                       | CDU                         |
| Minister für Arbeit, Soziales und Gesundheit                                     |                                                  |                                    |                             |
| Heiner Garg                                                                      | 27. Oktober 2009                                 | Carstensen II                      | FDP                         |
| Minister für Soziales, Gesundheit, Familie und Gleichstellung                    |                                                  |                                    |                             |
| Kristin Alheit                                                                   | 12. Juni 2012                                    | Albig                              | SPD                         |
| Minister für Soziales, Gesundheit, Wissenschaft und Gleichstellung               |                                                  |                                    |                             |
| Kristin Alheit                                                                   | 16. September 2014                               | Albig                              | SPD                         |
| Minister für Soziales, Gesundheit, Jugend, Familie und Senioren                  |                                                  |                                    |                             |
| Heiner Garg                                                                      | 28. Juni 2017                                    | Günther I                          | FDP                         |
| Minister für Soziales, Jugend, Familie, Senioren, Integration und Gleichstellung |                                                  |                                    |                             |
| Aminata Touré                                                                    | 29. Juni 2022                                    | Günther II                         | Grüne                       |